# Partido de Monte Hermoso
Partido de Monte Hermoso är en kommun i Argentina.   Den ligger i provinsen Buenos Aires, i den södra delen av landet, 500 km sydväst om huvudstaden Buenos Aires. Antalet invånare är 5 602.